# Bahnhof Bedburg-Hau
Der Bahnhof Bedburg-Hau ist der Bahnhof der Gemeinde Bedburg-Hau im Kreis Kleve und liegt an der Linksniederrheinischen Strecke. Er ist ein Baudenkmal und wird vom RE 10 Düsseldorf Hauptbahnhof–Kleve bedient. 

## Geschichte
Der Bahnhof wurde ab 1908 in Hau nahe dem Gelände der LVR-Klinik Bedburg-Hau, damals 8. Provinzial Heil- und Pflegeanstalt, erbaut. Am 1. Juli 1911 wurde der „Staatsbahnhof Hau“ dem Verkehr übergeben. Damit führten der Bahnhof (Hau) und die Pflegeanstalt (Bedburg) unterschiedliche Namen, was zu Verwechslungen führte. Kurze Zeit später wurden deshalb sowohl der Bahnhof als auch die Pflegeanstalt in „Bedburg-Hau“ umbenannt. Die Kosten der Bahnhofanlage betrugen 90.000 Mark und wurde allein vom Provinzialverband getragen, der auch die Heil- und Pflegeanstalt betrieb. 1969 wurde der umbenannte Bahnhof Namensgeber der neuen Gemeinde Bedburg-Hau, die durch Zusammenschluss entstand.

## Empfangsgebäude
Das Empfangsgebäude ist ein zweistöckiger Klinkerbau und hat ein Mansardwalmdach mit ausgebautem Dachgeschoss und Schleppgauben. Zur Straßenseite gibt es einen vorgesetzten Treppenhausgiebel. An der Nordseite befindet sich ein angebauter Güterschuppen, auf der Bahnsteigseite eine Bahnsteigüberdachung. Das Gebäude wurde im Erdgeschoss an der Südseite im Bereich der Gastwirtschaft baulich verändert, unter anderem mit einem zusätzlichen Eingang. Das Gebäude befindet sich seit 2010 in Privatbesitz.
Er wurde seitdem behutsam saniert und bietet den Besuchern ein Restaurant und einen Biergarten. Als Bahnhof wird das Gebäude nicht mehr benutzt.

## Bahnanlagen
Der Bahnhof besitzt zwei Gleise mit jeweils einem Außenbahnsteig. Das Empfangsgebäude befindet sich auf der Ostseite. Die anschließende freie Strecke ist sowohl nördlich in Richtung Kleve und südlich in Richtung Goch eingleisig. Südlich der Bahnsteige befindet sich ein Anschlussgleis für eine Lagerhalle.

## Bedienung

### Regionalverkehr

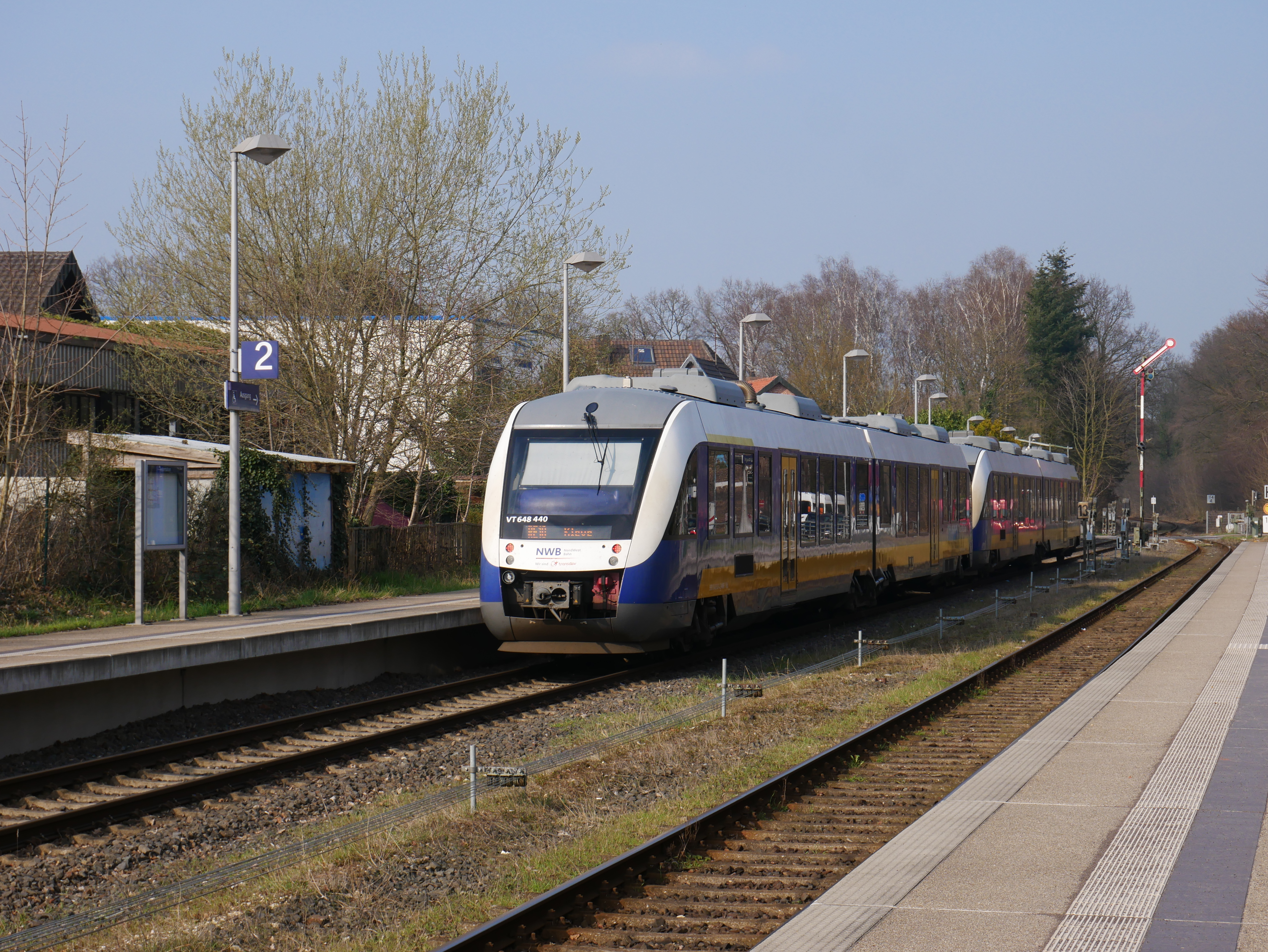
RE 10 in Bedburg-Hau

Im Fahrplanjahr 2021 wird der Bahnhof von der Linie RE10 („Niers-Express“) der NordWestBahn bedient. Es verkehren Dieseltriebzüge der Baureihe 648.
| Linie | Verlauf | Takt                                             |
| ----- | --- | ------------------------------------------------ |
| RE 10 | Niers-Express: Kleve – Bedburg-Hau – Goch – Weeze – Kevelaer – Geldern – Nieukerk – Aldekerk – Kempen (Niederrhein) – Krefeld Hbf – Krefeld-Oppum – Meerbusch-Osterath – Düsseldorf-Bilk – Düsseldorf Hbf Stand: Fahrplanwechsel Dezember 2023 | 30 min (werktags) 60 min (Wochenenden/Feiertage) |

### Busverkehr
Die Bushaltestelle am Bahnhof wird von folgenden Buslinien der Niederrheinischen Verkehrsbetrieben (NIAG) bedient:
| Linie | Linienweg |
| ----- | --- |
| 51    | Gewerbegebiet/Siemensstraße – Landwehr – Bahnhof Kleve – EOC – Bedburg-Hau Weißes Tor – Bahnhof Bedburg-Hau – Bedburg-Hau Rathaus |
| 56    | Bahnhof Kleve – EOC – Bedburg-Hau Weißes Tor – Bahnhof Bedburg-Hau – Bedburg-Hau Rathaus                                          |